# Touristonaute
Touristonaute est un terme utilisé par les entreprises de conseil en communication et en marketing pour désigner un touriste potentiel qui prépare ses vacances sur Internet. Ce néologisme est la contraction de touriste-internaute.
Ils sont devenus avec l'arrivée de l'internet, on considere qu'ils sont le motif par lequel les agences traditionnelles de voyage sont en faillite.